# زملولية
الزملولية (الاسم العلمي: Exobasidiaceae) هي فصيلة من الفطريات تتبع رتبة الزملوليات من طائفة الزملولانية.

## أجناس
- الزملول
- (الاسم العلمي: Endobasidium)
- (الاسم العلمي: Laurobasidium)
- (الاسم العلمي: Muribasidiospora)